# Társadalmi egyenlőtlenség

Világtérkép, amely az egyenlőtlenségekkel korrigált emberi fejlettségi indexet mutatja 2024-ben. Ez az index a társadalom átlagemberének emberi fejlettségét (HDI) mutatja, ami alacsonyabb, amikor egyenlőtlenség van az egészségügy, az oktatás és a jövedelmek eloszlásában.

A társadalmi egyenlőtlenség a hatalom, a privilégiumok és az erőforrások egyenlőtlen elosztására utal az egyének és csoportok között a társadalomban. Az egyének és családok, valamint a különféle ismérvek alapján definiált társadalmi kategóriák helyzete a társadalomban nagy különbségeket mutat. 
A társadalmi egyenlőtlenség a hatalmi pozíciót betöltők és a marginalizált vagy hátrányos helyzetűek közötti különbségekben mutatkozik meg.
Többek között a jövedelem, a tudás, az egészség, a társadalmi helyzet és a hatalom közötti különbségek erősíthetik a társadalmi egyenlőtlenséget. A társadalmi egyenlőtlenségnek van gazdasági és kapcsolati oldala is. A gazdasági rész főként a jövedelmet és a státuszt érinti, a kapcsolati tényező elsősorban a hatalmi és függőségi viszonyokat.
Az egyenlőtlenségek számos definícióját lehet megkülönböztetni. Ilyenek a jövedelem, a vagyon, a munkakörülmények, a lakásviszonyok, a műveltség, az egészségügyi állapot. A felsoroltak mind a társadalmi pozíciók közötti egyenlőtlenségek. Lehet azonban a társadalmi pozíciókba való bejutás egyenlőtlenségeiről beszélni. Ezt szokás esélyegyenlőtlenségnek nevezni.
Az egyenlőség fogalmának különböző aspektusai közötti különbség: az aktuális pozíciók egyenlősége azt jelenti, hogy a társadalom minden tagjának az adott időszakban azonos a jövedelme, a vagyona, azonosak a lakásviszonyai stb. Az esélyek egyenlősége pedig azt jelenti, hogy a társadalom minden tagjának (legalábbis életpályája elején) egyenlő esélye van arra, hogy a jövedelem stb. szempontjából kedvező pozíciókat érjen el.